# Joseph Guldimann
Joseph Guldimann SJ (* 4. April 1656 in Solothurn; † 12. Mai 1736 in Freiburg im Breisgau) war Jesuitenpater, Hochschulprofessor und Architekt.

## Leben
Guldimann trat am 30. September 1674 ins Landsberg am Lech in den Jesuitenorden ein, 1687 wurde er in Augsburg zum Priester geweiht. Er lehrte als Professor der Mathematik von 1698 bis 1701 in Innsbruck und von 1701 bis 1702 in Mindelheim, danach bis 1710 scholastische Theologie in Luzern. Von 1706 bis 1707 war er als Minister in Solothurn tätig. Ab 1716 übernahm er dieses Amt auch in Eichstätt, von 1719 bis 1720 war er Minister und Vizerektor in Mindelheim. Außerdem hielt er sich in Konstanz, Ellwangen, Dillingen und Rottenburg am Neckar auf. 1729 kam er, bereits in hohem Alter, nach Freiburg im Breisgau und wirkte als Präfekt und später Spiritual am dortigen Jesuitenkolleg. 1736 verstarb er im Alter von 80 Jahren und wurde in der Gruft unter der dortigen Jesuitenkirche beigesetzt.
Neben seiner Lehrtätigkeit betätigte sich Joseph Guldimann auch als Architekt und trat erstmals bei der Kirche in Solothurn von 1706 bis 1707 in Erscheinung, wo er den Innenausbau plante. Nach seinen Plänen entstand von 1715 bis 1720 das Institut der Englischen Fräulein, das sogenannte Maria-Ward-Institut, in Mindelheim. Die Klostergebäude des Jesuitenkollegs in Mindelheim gehen ebenfalls auf ihn zurück. Die Bauarbeiten an der Jesuitenkirche Mariä Verkündigung mit dem Umbau des Langhauses leitete er von 1721 bis 1722. In Ellwangen übernahm er die Arbeiten von Jakob Amrhein und vollendete die dortige Kirche, die einen ähnlichen Schweifgiebel erhielt, wie er ihn zuvor in Mindelheim konstruiert hatte. Auch die Türme hinter dem Fassadengiebel dürften aus seiner Architektentätigkeit stammen. Pläne für ein neues Gymnasium in Rottweil lieferte er 1726 ab. Nur ein Jahr später plante er die Restaurierung der Kollegskirche, die nach einem Einsturz des Chorgewölbes zerstört worden war. Auf ihn geht der einschiffige Chor mit dem dreischiffigen, mit hohen Pfeilern und Wandpilastern geschmückten Langhaus zurück. In Freiburg im Breisgau, seinem letzten Wohn- und Wirkungsort, plante er für das dortige Kolleg den Um- und Ausbau eines Landhauses, des heute so genannten Jesuitenschlosses.

## Bauwerke
- Jesuitenkirche (Solothurn) (Innenausbau), 1706/1707
- Mariä Verkündigung (Mindelheim) (Umbau), 1720–1722
- Evangelische Stadtkirche Ellwangen (ehemalige Jesuitenkirche), 1724–1729
- Jesuitenkirche (Luzern) (Innenausbau), 1727–1729
- Jesuitenschloss, Freiburg/Br., 1735